# Cáo Cāo
Cáo Cāo (曹操; Bozhou, 155 – Luoyang, 15 marzo 220) è stato un politico, poeta e generale cinese, ultimo primo ministro della Dinastia Han, più precisamente degli Han Orientali o Han Posteriori e uno dei più abili comandanti militari della storia.
Nel periodo di disordini che segnarono la fine della Dinastia, si appropriò del dominio della Cina settentrionale. Divenne quindi una delle figure più importanti del periodo dei Tre Regni e noto con il nome postumo di Imperatore Wu di Wei. In realtà, pur avendo posto Cáo Cāo le basi necessarie alla fondazione della dinastia, fu suo figlio Cao Pi 曹丕 (187-226) ad accettare l'abdicazione dell'ultimo imperatore della dinastia Han, fondando quindi la dinastia Wei, meglio nota come Cao Wei 曹魏 (220-264). Durante il suo regno, nel 215 d.C. venne ufficialmente riconosciuta la Chiesa taoista dei Maestri Celesti (Tiānshī 天師). Fu noto come letterato e come stratega, ma divenne anche il protagonista di numerose opere letterarie.

## Biografia
| Sommario degli eventi principali della vita di Cao Cao | Sommario degli eventi principali della vita di Cao Cao                   |
| ------------------------------------------------------ | ------------------------------------------------------------------------ |
| 155                                                    | Nasce a Qiao.                                                            |
| 180s                                                   | Comanda le sue truppe contro la Rivolta dei Turbanti Gialli a Yingchuan. |
| 190                                                    | Si unisce alla coalizione contro Dong Zhuo.                              |
| 196                                                    | Riceve l'Imperatore Xian nella città di Xu.                              |
| 200                                                    | Vince la Battaglia di Guandu.                                            |
| 208                                                    | Viene sconfitto nella Battaglia delle Scogliere Rosse.                   |
| 213                                                    | Crea il titolo di Duca di Wei e riceve dieci comanderie nel suo ducato.  |
| 216                                                    | Riceve il titolo di Re di Wei.                                           |
| 220                                                    | Muore a Luoyang.                                                         |
| —                                                      | Incoronato postumamente come imperatore Wu                               |

### Infanzia e gioventù
Cáo Cāo nacque nella contea di Qiao (moderna prefettura di Bozhou, Anhui) nel 155. Suo padre, Cao Song (曹嵩), era un figlio adottivo di Cao Teng (曹騰), uno degli eunuchi su cui l'imperatore Huan di Han faceva maggiore affidamento. Secondo Il romanzo dei tre regni, Cao Song era originariamente uno Xiahou (il che renderebbe Cáo Cāo cugino di Xiahou Dun e Xiahou Yuan, due fra i suoi generali migliori). Questo, nonostante il carattere fittizio del Romanzo, è condiviso anche da alcuni storici.
Fin dalla gioventù, Cáo Cāo fu conosciuto per la sua scaltrezza. Secondo la Biografia di Cao Man, lo zio di Cáo Cāo rimproverava spesso Cao Song perché il nipote dedicava troppo tempo alla musica e alla caccia in compagnia di Yuan Shao. Un giorno Cáo Cāo finse di avere le convulsioni davanti allo zio, il quale informò immediatamente Cao Song; non appena il padre accorse, Cáo Cāo si comportò normalmente e smise di fingere. Quando gli fu chiesta la causa di questo suo comportamento, egli rispose: "Non sono mai stato male, ma ho perso l'amore di mio zio e per questo lui ti ha ingannato". Da quel momento Cao Song smise di dar retta a quello che il fratello gli diceva riguardo a Cáo Cāo, che così divenne ancora più sfrontato nel suo comportamento.
In quel periodo, viveva a Runan un saggio chiamato Xu Shao (許劭), famoso per la sua abilità di valutazione quando gli si presentavano uomini che chiedevano predizioni sul proprio futuro. Quando anche Cáo Cāo lo interpellò, il saggio si rifiutò di rispondere, ma, sulle insistenze del giovane, pare abbia profetizzato: "Tu sarai un ministro capace in tempi pacifici e un eroe disonesto in tempi caotici".
A vent'anni, Cáo Cāo divenne capitano della guarnigione del distretto di Luoyang, che allora era la capitale dell'Impero cinese. Subito dopo essersi insediato, fece piazzare file di bastoni multicolori al di fuori del suo ufficio, ordinando ai suoi uomini di fustigare chiunque avesse violato la legge, senza alcuna distinzione di posizione politica o sociale. Uno zio di Jian Shuo, uno degli eunuchi più importanti alla corte dell'imperatore Ling, fu sorpreso camminare di notte in violazione del coprifuoco dagli uomini di Cáo Cāo, che lo fece trascinare presso i bastoni e fustigare. A seguito di questo, Jian Shuo fece pressioni affinché Cáo Cāo fosse "promosso", ma lontano dalla capitale; ed infatti, egli fu fatto governatore della contea di Dunqiu, odierna Qingfeng.
Nel 184, dopo lo scoppio della Rivolta dei Turbanti Gialli (punto da cui peraltro comincia il Romanzo dei Tre Regni), Cáo Cāo fu richiamato a Luoyang nel 188 e gli fu affidato il comando della cavalleria imperiale, quindi fu inviato a Yingchuan per reprimere i ribelli nella zona. La sua vittoria qui gli valse la promozione a governatore della Commanderia Dong.

### Alleanza contro Dong Zhuo
Nel 189, l'imperatore Ling morì e la successione passò al suo figlio primogenito, Liu Bian, di soli dieci anni, anche se il potere effettivo era detenuto dall'Imperatrice madre He Ling, sostenuta dagli eunuchi di palazzo. Due potenti ufficiali del tempo, il generale supremo He Jin e il generale Yuan Shao, progettarono di attuare un colpo di Stato per mettere fine allo strapotere degli eunuchi. He Jin contattò Dong Zhuo, governatore del Liangzhou, chiedendogli di entrare a Luoyang con il suo potente esercito e fare pressione sull'imperatrice madre affinché deponesse gli eunuchi. Prima dell'arrivo di Dong però, He Jin venne assassinato da un sicario degli eunuchi e a Luoyang scoppiò una caotica battaglia fra le forze fedeli a Yuan Shao e quelle degli eunuchi. Dong Zhuo raggiunse la capitale e sgominò facilmente gli eunuchi, deponendo Liu Bian e mettendo sul trono l'imperatore Xiang, progettando di restaurare il potere incontrastato della dinastia Han.
Cáo Cāo, che si opponeva a questo piano, lasciò segretamente la capitale e raggiunse Chenliu (oggi incorporata da Kaifeng), dove radunò le sue truppe. Nel 190, si unì agli eserciti insorti al comando di Yuan Shao, mentre la Cina sprofondava nella guerra civile. Il conflitto non si arrestò nemmeno quando Dong Zhuo venne assassinato dal suo figlio adottivo, Lü Bu, nel 192.

### Al servizio dell'imperatore
La guerra civile proseguì anche dopo la morte di Dong Zhuo; attraverso varie piccole e brevi campagne militari, Cáo Cāo riuscì ad espandere le zone controllate dalle sue forze. Durante una di queste azioni, nel 193, massacrò centinaia di civili nella provincia di Xu per vendicare la morte del padre.
Nel 196, tramite il suo alleato Xun Yu, consigliere imperiale, Cáo Cāo convinse l'imperatore Xiang a spostare la capitale a Xuchang: non solo Luoyang era una città in rovina a causa del conflitto, ma soprattutto era al di fuori dei territori controllati da Cáo Cāo. Dopo avere accolto la sua proposta, l'imperatore lo nominò cancelliere di Han e, successivamente, gran generale (comandante in capo) e marchese di Wuping. In risposta alle male voci che consideravano l'imperatore un fantoccio nelle mani di Cáo Cāo, egli prestò giuramento sulla propria vita che avrebbe fedelmente servito il sovrano fino alla sua morte e non avrebbe tentato di usurparne il trono.
Nonostante questo giuramento, i suoi consiglieri gli suggerirono di rovesciare la dinastia Han e prendere il potere. A questi suggerimenti, Cáo Cāo rispose: "Se il cielo mi conferisce questo fato, che io sia il re Wen di Zhou"
Per mantenere buoni rapporti con Yuan Shao, che era divenuto il più potente signore della guerra cinese dopo avere unificato le quattro province settentrionali sotto il suo controllo, Cáo Cāo spinse l'imperatore a nominare Yuan Ministro dei Lavori Pubblici. Tuttavia, questo sortì l'effetto contrario, in quanto Yuan Shao pensò che Cáo Cāo (superiore al Ministro in quanto Gran Generale) stesse tentando di umiliarlo e si rifiutò di accettare la carica. Per risolvere il malinteso, Cao offrì il rango di Gran Generale a Yuan, assumendo su di sé la carica di Ministro dei Lavori Pubblici. Questo risolse momentaneamente la disputa, ma gettò le basi per la successiva Battaglia di Guandu.

### Unificazione della Cina settentrionale
Progettando di prendere il controllo della Cina settentrionale, Cao nel 200 marciò su Xuchang, usando come scusa la sua apparente volontà di salvare l'imperatore, in quanto la città era preda di una ribellione scatenata da Liu Bei. Radunati 20.000 uomini, Cao si avviò verso la capitale, ma lui e i suoi soldati vennero fermati a Guandu, un punto strategico sul Fiume Giallo, da un ben più consistente esercito di Yuan Shao forte di ben 100.000 uomini.
Nonostante il proprio pesante svantaggio numerico, il trionfo di Cao nella battaglia di Guandu fu uno dei suoi principali successi. La battaglia si svolgeva sui due lati del fiume: su quello orientale, si scontravano Yuan Tan (dell'esercito di Yuan Shao) e Zang Ba (fedele a Cao); quest'ultimo dimostrò subito capacità militari superiori a quelle del suo avversario, fiaccandolo tramite estenuanti attacchi mordi e fuggi. Sul lato occidentale, Cáo Cāo stesso si scontrò con Gao Gan, cugino di Yuan Shao, che riuscì a infliggere diverse sconfitte all'esercito di Cao, il quale fu continuamente costretto a richiedere rinforzi. Infine, Xu You, disertore dell'esercito di Yuan, rivelò a Cao dove si trovavano i rifornimenti della sua precedente armata; il generale cinese fu così in grado di effettuare una sortita e dare alle fiamme tutti i rifornimenti, costringendo i nemici alla resa.
Nel frattempo, Yuan Shao aveva sobillato delle rivolte nei territori controllati da Cao, ma le abilità diplomatiche dello stratega Man Chong permisero di risolvere in breve tempo la situazione. Inoltre, i subordinati di Cao erano riusciti a occupare Xuchang e a mettere fine alla rivolta di Liu Bei.
Due anni dopo la battaglia, Yuan Shao morì e lasciò le redini del suo regno al suo figlio secondogenito, Yuan Shang. Questi dovette tuttavia lottare contro il fratello maggiore, Yuan Tan, che reclamava il regno in quanto primogenito. La guerra fratricida fra i due permise a Cao di eliminarli rapidamente.
La vittoria nella battaglia di Guandu fu fondamentale: a seguito di quel successo, Cáo Cāo fu in grado di unire sotto il suo controllo tutta la Cina settentrionale. Per di più, inviò le sue forze anche oltre la Grande muraglia a conquistare la Corea settentrionale, quindi si impossessò anche del fiume Han, a sud.

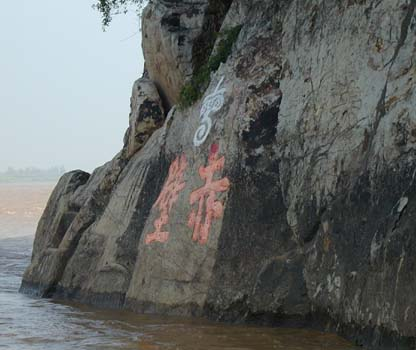
Il sito tradizionale della battaglia delle Scogliere Rosse, poco a nord di Wulin.

Progettando di conquistare anche il resto della Cina, nel 208 Cáo Cāo marciò a sud oltre il fiume Yangtze per prendere il controllo del Chang Jiang. Inizialmente, ottenne un importante successo, in quanto il signore di Jingzhou, Liu Biao, morì e il suo successore, Liu Zong, si arrese senza resistere. Sulla spinta di questo successo e nonostante il parere contrario dei suoi consiglieri, Cao proseguì l'azione sperando in altre rese; le sue speranze non furono però confermate ed egli venne sconfitto dalle forze alleate di Liu Bei e Sun Quan durante la battaglia delle Scogliere Rosse. Questo lo costrinse a desistere dalla conquista del Chang Jiang, mentre Liu Bei e Sun Quan in seguito fondarono rispettivamente il Regno di Shu e di Wu.

### I Tre Regni
Nel 213, Cáo Cāo venne nominato duca di Wei (魏公) ed ottenne le massime onorificenze imperiali (le Nove dignità), e un feudo comprendente dieci città noto come Wei. Nel 216 venne ulteriormente promosso, divenendo Re di Wei (魏王) e delineando gli aspetti del futuro Cao Wei. Questo, così come il predominio assoluto di Liu Bei e Sun Quan sulle loro rispettive regioni, di fatto spaccò l'impero in quelli che furono chiamati i Tre Regni di Wei, Shu e Wu. Pur aspirando a riunificare la Cina, Cao non combatté che sporadiche scaramucce contro i regni rivali senza che nessuno riuscisse a cambiare la situazione in proprio favore.
Nel 220, all'età di 65 anni, Cáo Cāo morì a Luoyang. Nelle sue ultime volontà egli lasciò istruzioni di essere sepolto presso la tomba di Ximen Bao a Ye con le sue vesti abituali, senza ori e gioielli, e diede inoltre l'ordine alle truppe di frontiera di rimanere al loro posto, in quanto considerava ancora il regno in pericolo di invasione esterna.
Suo figlio, Cao Pi, gli succedette sia come cancelliere che come re di Wei. Nel giro di un anno, costrinse l'imperatore Xiang ad abdicare a suo favore facendosi nominare "Imperatore Wu di Wei". Ovviamente, Liu Bei e Sun Quan non lo riconobbero e si proclamarono imperatori a loro volta, dando inizio alla (ora anche formale) contesa fra i regni di Wei, Wu e Shu.

## Altre attività

### Agricoltura e istruzione
Cáo Cāo non fu solo un condottiero militare (anche se questa fu senza dubbio la sua occupazione principale), ma anche un accorto uomo di Stato.
Nel 194, un'invasione di locuste generò una tremenda carestia in Cina, tanto che, secondo le Cronache dei Tre Regni, le persone erano costrette a mangiarsi tra di loro per sopravvivere. Data la scarsità di cibo, molti eserciti furono sconfitti senza combattere. Da questa esperienza Cao comprese l'importanza delle riserve strategiche di derrate alimentari nella costruzione di un forte esercito.

Per questo avviò una serie di programmi agricoli partendo da centri quali Xichang e Chenliu; egli avviò il reclutamento dei rifugiati negli accampamenti militari e concesse loro terre da coltivare, quindi impegnò tutti gli accampamenti che non si trovassero in zone rischio immediato di guerra a contribuire alla coltivazione. In breve, tutte le zone controllate da Cáo Cāo adottarono questo sistema, che venne poi imposto anche nelle regioni conquistate successivamente. Questo programma, inizialmente dettato da ragioni militari, riuscì a risollevare la disastrosa situazione in cui versava il suo reame e ad incrementare il tenore di vita delle popolazioni e in particolare dei rifugiati di guerra.
Entro il 203, gran parte delle forze di Yuan Shao e dei suoi discendenti erano state sgominate, quindi Cáo Cāo, cancelliere imperiale, poté dedicarsi maggiormente al lavoro di amministrazione dell'impero. In materia di istruzione, Cao emanò un decreto che pose in ogni provincia un funzionario pratico in materie educative, con almeno 500 assistenti, incaricati di educare la popolazione. I giovani più talentuosi venivano poi ammessi alle scuole. Cáo Cāo intraprese questo piano educativo per evitare che gli anni bellicosi dell'epoca influissero negativamente sulla preparazione intellettuale della popolazione.

### Poesia
Cáo Cāo fu conosciuto anche per essere un rinomato poeta. Benché ci sia pervenuta una quantità davvero esigua delle sue opere, i suoi versi, tanto modesti quanto profondi, contribuirono allo sviluppo dello stile poetico cinese dell'epoca. Questa passione per la poesia fu trasmessa anche ai due figli, Cao Pi e Cao Zhi, che divennero poeti a loro volta, tanto che nella poesia sono ricordati insieme come i "Tre Cao".
Le loro opere, assieme a quelle di altri poeti, formarono l'ossatura dello stile poetico della tarda dinastia Han, noto come stile jian'an e costituito da toni solenni, ma anche spesso melanconici, con frequenti lamenti sull'effimerità e la labilità della vita.
Una delle poesie più famose di Cáo Cāo, scritta nel corso di una battaglia negli ultimi anni della sua vita, è Benché la tartaruga viva a lungo (龜雖壽).
| 《龜雖壽》           | Benché la tartaruga viva a lungo                                                                             |
| 神龜雖壽，猶有竟時。 | Benché la tartaruga benedetta con poteri magici viva a lungo, i suoi giorni hanno una limitata durata;       |
| 騰蛇乘霧，終為土灰。 | Benché i serpenti alati volino alti nella nebbia, alla fine divengono polvere e cenere;                      |
| 老驥伏櫪，志在千里； | Un vecchio cavallo da guerra può essere messo in stalla, eppure brama ancora percorrere un migliaio di "lǐ"; |
| 烈士暮年，壯心不已。 | E un uomo dal cuore nobile benché avanti negli anni, non abbandona mai le sue fiere aspirazioni.             |
| 盈縮之期，不但在天； | La durata della vita di un uomo, che sia lunga o breve, non dipende solo dal cielo;                          |
| 養怡之福，可得永年。 | Chi mangia bene e si mantiene allegro, può vivere fino ad un'età assai anziana.                              |
| 幸甚至哉！歌以咏志。 | E così, con la gioia nel mio cuore!, io canticchio questa canzone.                                           |

## Cáo Cāo nelRomanzo dei Tre Regni
Nel Romanzo dei Tre Regni, romanzo storico scritto nel XIV secolo da Luo Guanzhong riguardo al periodo dei Tre Regni, Cáo Cāo fu inevitabilmente adattato alle necessità del racconto e mostrato come un personaggio dai tratti crudeli e paranoici. In un paio di casi, Luo Guanzhong inventò degli eventi correlati a Cao, che seguono.

### Fuga da Dong Zhuo
Nella realtà, Cáo Cāo abbandonò Dong Zhuo nel 190 dopo che questi aveva reso l'imperatore Xiang nient'altro che un fantoccio nelle sue mani, e cominciò a costruire il suo esercito. Il Romanzo dei Tre Regni invece parla di un tentativo di assassinio perpetrato contro il tiranno da Cao.
Poco dopo la deposizione del principe Liu Bian e la nomina dell'imperatore Xiang, i dignitari di corte furono assai preoccupati dell'involuzione tirannica che avrebbe potuto prendere il regime di Dong Zhuo. Una notte, il consigliere Wang Yun (王允) diede un banchetto, durante il quale i dignitari che vi parteciparono piansero insieme davanti alle efferate opere di Dong.
Cao, tuttavia, rise e disse: "Voi funzionari della corte - piangete dal crepuscolo all'alba e dall'alba al crepuscolo - sarete in grado di piangere Dong Zhuo fino alla sua morte?". Quindi prese la "spada delle sette gemme" di Wang Yu e promise che con quella avrebbe personalmente assassinato il tiranno.
Il giorno successivo, Cao portò con sé la spada ad un'udienza con Dong Zhuo. Essendo nelle grazie del nuovo despota, Cao fu ricevuto nella sua camera da letto. Appena arrivato, Cao si lamentò della lentezza del suo destriero, quindi Lü Bu (figlio adottivo di Dong) fu inviato alle stalle per cercare un cavallo più veloce da donare al condottiero.
Quando Dong Zhuo si fu voltato, Cao si preparò a sfoderare la lama e a compiere l'assassinio. Tuttavia, Dong vide tutto da uno specchio e, voltatosi immediatamente, chiese a Cao quali fossero le sue intenzioni. Poco dopo, Lü Bu fece ritorno. Disperato, sapendo che non sarebbe mai riuscito ad assassinare Dong e ad andarsene vivo, Cao si inchinò e gli donò la spada, senza però riuscire a convincerlo. Subito dopo, con la scusa di andare a provare il cavallo nuovo, lasciò la stanza e fuggì dalla città, temendo l'arresto.
A seguito della fuga, a Cáo Cāo capitò un episodio che contribuì a caratterizzarlo come un personaggio crudele e senza scrupoli. Cao era fuggito assieme con Chen Dong, e lo condusse a casa di un suo vecchio amico, fratello acquisito di suo padre, presso cui sarebbe stato in grado di trovare rifugio. Egli promise di proteggerlo, quindi lasciò la casa per cercare da mangiare per un banchetto serale. Cao si trovava in una stanza oscura, quando udi per caso la voce dei servi che parlavano di un complotto per uccidere qualcuno. Pensando che il fratello acquisito di suo padre lo avesse tradito e che progettasse di consegnare il suo corpo a Dong Zhuo per ottenere una ricompensa, Cao fece irruzione nella stanza, quindi massacrò l'intera servitù ed uccise anche la moglie e i figli dell'uomo. A seguito della strage, Cao apprese che la vittima non era lui, ma un maiale che avrebbe dovuto essere la portata principale del banchetto.
Cao e Chen si diedero subito alla fuga, ma incontrarono l'uomo che stava facendo ritorno a casa. Quando gli fu chiesto perché se ne stesse andando, Cao mentì affermando che temeva di essere stato seguito; non appena l'uomo procedette verso la casa, Cao lo infilzò di spalle. Quando Chen gli chiese il motivo di quell'omicidio, Cao spiegò che, se l'uomo fosse tornato a casa e avesse trovato la sua famiglia massacrata, sarebbe subito andato dalle autorità e la sua sete di vendetta avrebbe reso la loro situazione ancora più precaria. In quest'occasione, Cáo Cāo pronunciò una frase destinata a restare un classico nella letteratura cinese: Ningjiao wo fu tianxia ren, xiujiao tianxia ren fu wo (寧教我負天下人，休教天下人負我), "Meglio che io faccia torto al mondo, che il mondo faccia torto a me"; dopo di che Chen lasciò Cao, indignato del suo comportamento.

### Fuga attraverso la Via Huarong
Dopo che le cose alle Scogliere Rosse si misero male, Cao radunò tutte le truppe che poté e scappò verso lo Jiangling, passando per la Via Huarong. Luo Guanzhong inserì nella storia un episodio di umiliazione per lo stesso Cáo Cāo.
Umiliato e deluso, Cao, durante la marcia verso lo Jiangling, vide una forca nella strada e colonne di fumo innalzarsi dalla strada adiacente. Ritenendo che fosse un tentativo dei suoi nemici di attirarlo sulla strada principale per tendergli un'imboscata, Cao decise di imboccare la Via Huarong.
Al contrario, il fumo era un diversivo creato da Zhuge Liang, consigliere militare di Liu Bei, il quale aveva intuito che Cao avrebbe preso la Via Huarong, dove era atteso da Guan Yu con una forza di 500 truppe. Trovatosi tagliato fuori, Cao raggiunse Guan Yu e lo pregò di ricordarsi della felicità dei tempi passati. Impietosito dalla disperazione del condottiero sconfitto e ricordandosi i favori che gli aveva concesso, Guan permise ai nemici di passare ugualmente, rischiando così la sua stessa vita.
Secondo la storia ufficiale, pare che Cáo Cāo sia fuggito attraverso una strada fangosa, circondata da siepi e arbusti. Le truppe di Liu Bei, una volta trovatolo, avrebbero dato alle fiamme gli arbusti, sperando che l'esercito di Cao fosse carbonizzato. Dopo essere riuscito a fuggire, il condottiero commentò: "Audace, ma lento". Non vi sono però prove storiche a conferma di questo episodio.

### Disciplina di ferro
Secondo il Romanzo, Cáo Cāo pretendeva da sé stesso, dai suoi soldati e dai suoi sudditi una disciplina di ferro, non esitando ad infliggersi severe punizioni nel caso che egli stesso avesse infranto una legge. Una volta, per avere permesso al suo cavallo di pascolare in un campo di grano, si condannò a morte. Tuttavia, anche Cao era un uomo e, anziché decapitarsi, si tagliò del tutto i capelli, infliggendosi comunque un grave disonore. A lui viene fatta risalire questa frase: "Quando stendi una legge, sorveglia che non sia disobbedita; se è disobbedita, il colpevole deve essere messo a morte".

### Hua Tuo e la morte di Cáo Cāo
La morte di Cáo Cāo, nel 220, diede adito a numerose leggende, molte delle quali erano radicate nella superstizione. Nel Romanzo, sono inserite diverse versioni, fra cui quella di Luo Guanzhong, che aveva come protagonista un famoso medico cinese, Hua Tuo.
Quando Cao, negli ultimi anni della sua vita, cominciò ad accusare un forte e frequente mal di testa, i suoi subordinati gli raccomandarono Hua Tuo, un medico le cui capacità erano paragonate a quelle degli dèi. Dopo averlo visitato, Hua Tuo gli diagnosticò un reumatismo al cranio. Quindi, raccomandò a Cao una dose di hashish e gli consigliò di permettergli di praticargli una piccola ferita sul cranio per estrarre il pus all'interno.
Dal momento che per Cao non sarebbero stati nuovi episodi di tentato assassinio da parte di medici, il condottiero era molto sospettoso e arrivò a credere che Hua Tuo intendesse ucciderlo; quindi, lo fece arrestare e gettare in cella, dove il rinomato medico morì poco dopo. Non molto tempo dopo, anche Cáo Cāo morì, e alcuni lo accusarono di essersi attirato una maledizione da parte del medico stesso.

## Riferimenti culturali

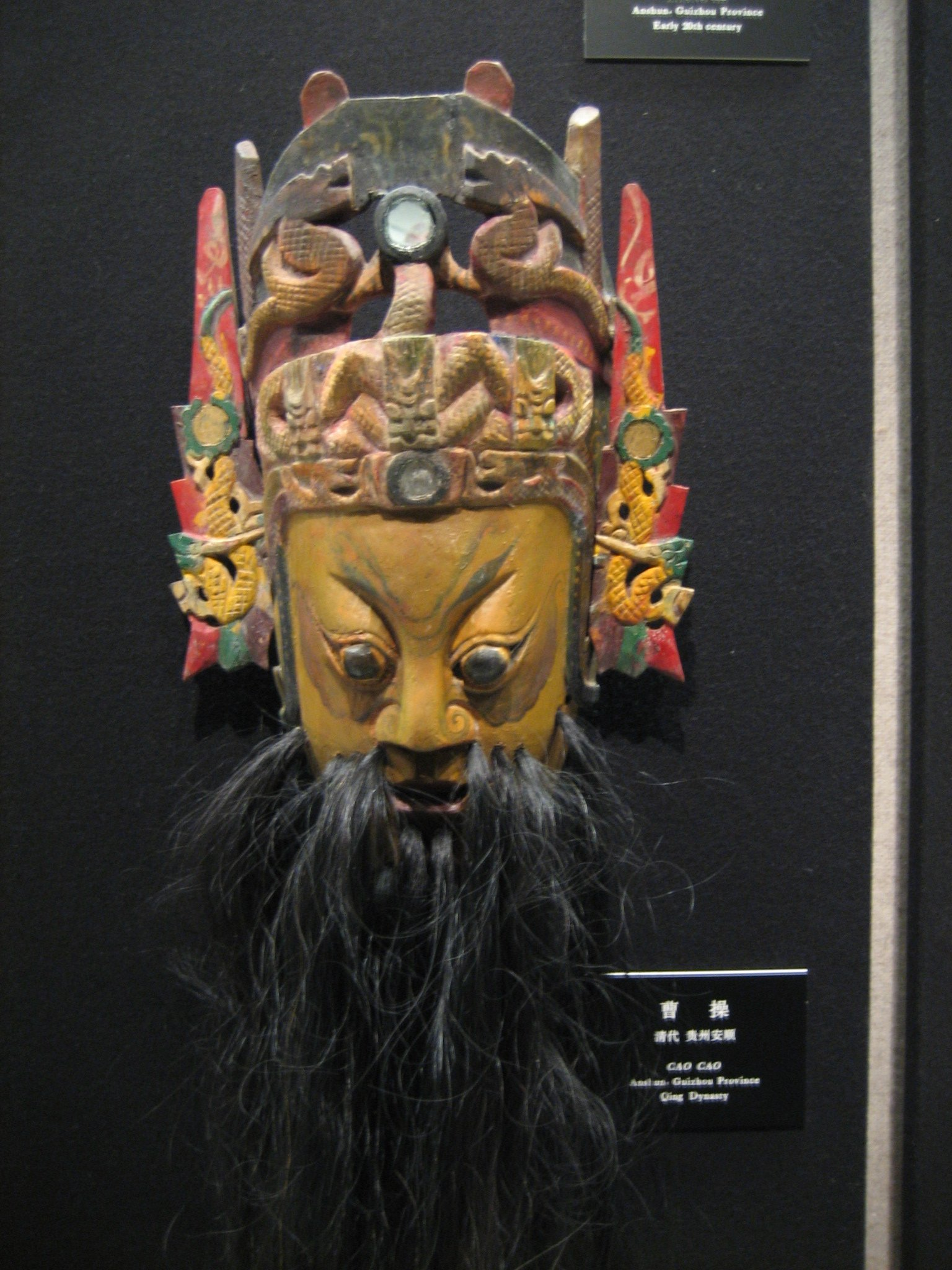
Una maschera di Cáo Cāo in un'opera cinese

Benché i documenti storici indichino Cáo Cāo come un sovrano capace e brillante, il condottiero fu continuamente raffigurato dall'arte e dalla letteratura con tratti crudeli e maligni; anche l'Opera cinese lo identificò come un personaggio illusorio e pericoloso. Durante la stesura del Romanzo dei Tre Regni, Luo Guanzhong trasse notevole ispirazione dalla raffigurazione di Cao compiuta dall'Opera. Ormai, pare che il Cáo Cāo malvagio sia addirittura più famoso del Cáo Cāo reale.
Anche oggi, perlopiù sulla scia del Romanzo dei Tre Regni, Cáo Cāo continua ad essere identificato come un "cattivo", comunque un personaggio negativo e dai tratti spietati.
Attualmente, l'equivalente cinese per il famoso detto "Parli del diavolo e spuntano le corna", è "說曹操，曹操到" (in pinyin: Shuō Cáo Cāo, Cáo Cāo dào), che significa "Parli di Cáo Cāo e Cáo Cāo arriva".
Ultimamente, Cáo Cāo è raffigurato come un signore della guerra fiero e capace dai videogiochi, che hanno contribuito a far divulgare la storia del Romanzo al di fuori dell'Asia anche nei tempi moderni. In particolare, la Koei ha prodotto numerosi titoli sulla storia dei Tre Regni. In particolare, ha avuto un grande successo il titolo Dynasty Warriors, in cui il giocatore può assumere il comando delle armate di uno dei Tre Regni giocando nei panni dei protagonisti del Romanzo, fra cui non può mancare Cáo Cāo. Il videogame Kessen II, una libera ricostruzione del Romanzo (a differenza di Dynasty Warriors, molto più fedele), ha Cáo Cāo come il principale nemico.
JJ Lin, cantante pop di Singapore, nel 2006 pubblicò un album intitolato Cáo Cāo, la cui omonima prima traccia parla della vita del condottiero cinese.
Nel film La battaglia dei tre regni del 2008, diretto da John Woo e ambientato durante la battaglia delle Scogliere Rosse, Cáo Cāo è interpretato da Zhang Fengyi.

## Il Clan di Cao

### Discendenti diretti maschi

#### Figli della Principessa Bian
- Cao Pi (曹丕)
  - Cao Rui (曹睿)
    - Cao Fang (曹芳)
      - Cao Mao (曹髦)
        - Cao Huan (曹奂)
- Cao Zhang (曹彰)
  - Cao Kai (曹楷)
- Cao Zhi (曹植)
  - Cao Zhi (曹志)
- Cao Xiong (曹熊)
  - Cao Bin (曹炳)

#### Figli diLadyLiu
- Cao Ang (曹昂)
  - Cao Wan (曹琬)
    - Cao Lian (曹廉)
- Cao Shuo (曹铄)
  - Cao Qian (曹潜)
    - Cao Yan (曹偃)

#### Figli diLadyHuan
- Cao Chong (曹冲)
  - Cao Cong (曹琮)
- Cao Ju (曹据)
- Cao Yu (曹宇)

#### Figli diLadyDu
- Cao Lin (曹林)
  - Cao Wei (曹纬)
- Cao Gun (曹衮)
  - Cao Fu (曹孚)

#### Figli diLadyQin
- Cao Xuan (曹玹)
  - Cao Heng (曹恒)
- Cao Jun (曹峻)
  - Cao Ao (曹澳)

#### Figli diLadyYin
- Cao Ju (曹矩)
  - Cao Min (曹敏)
    - Cao Kun (曹焜)

#### Figli da altre consorti
- Cao Gan (曹幹)
- Cao Shang (曹上)
- Cao Biao (曹彪)
  - Cao Jia (曹嘉)
- Cao Qin (曹勤)
- Cao Cheng (曹乘)
- Cao Zheng (曹整)
  - Cao Fan (曹范)
  - Cao Chan (曹阐)
- Cao Jing (曹京)
- Cao Jun (曹均)
  - Cao Kang (曹抗)
    - Cao Chen (曹谌)
- Cao Ji (曹棘)
- Cao Hui (曹徽)
  - Cao Xi (曹翕)
- Cao Mao (曹茂)

### Altri familiari
- Cao Ren (曹仁)
  - Cao Tai (曹泰)
    - Cao Chu (曹初)

  - Cao Kai (曹楷)
  - Cao Fan (曹范)
- Cao Chun (曹純)
  - Cao Yan (曹演)
    - Cao Liang (曹亮)
- Cao Hong (曹洪)
- Cao Xiu (曹休)
  - Cao Zhao (曹肇)
- Cao Zhen (曹真)
  - Cao Shuang (曹爽)
  - Cao Xi (曹羲)
  - Cao Xun (曹训)
  - Cao Ze (曹则)
  - Cao Yan (曹彦)
  - Cao Ai (曹皑)
- Cao Anmin (曹安民)

## Curiosità
- Viene menzionato nell'anime giapponese Inazuma Eleven GO: Chrono Stone, in cui i protagonisti viaggiano nelle varie epoche temporali.

## Nella cultura di massa
Appare come personaggio giocabile nella serie di videogiochi Dynasty Warriors (serie).